# Alte Leine
Die Alte Leine ist ein orographisch linker und westlicher Zufluss der Leine in der Region Hannover in Niedersachsen.
Als Oberlauf der Alten Leine gilt der etwa 25,9 Kilometer lange Hüpeder Bach. Der gut 4 Kilometer langer Mittellauf heißt Fuchsbach und der etwa 8,5 Kilometer lange Unterlauf Alte Leine.

## Geographie

### Hüpeder Bach
Der Hüpeder Bach entsteht nördlich von Völksen im Deister am Osthang des Kalenbergs. Er markiert zunächst im Deister die Grenze von Springe zu Wennigsen. Nach Osten fließend durchquert er den Springer Stadtteil Bennigsen, wo der Burggraben des Ritterguts gespeist wird.
Der Bach durchquert den Pattenser Stadtteil Hüpede und nimmt in dessen Feldmark den Zufluss Gestorfer Bach auf.
In Pattensen fließt der Hüpeder Bach im Süden, Westen und Norden um den einst von einer Stadtmauer umgebenen Stadtkern. Unmittelbar vor der Göttinger Straße, der ehemaligen Bundesstraße 3, vereint sich der Hüpeder Bach mit der Schille zum Fuchsbach.

### Fuchsbach
Der Fuchsbach unterquert im Nordosten des Stadtgebiets den alten und den neuen Verlauf der Bundesstraße. Er dient als Vorfluter der Pattenser Kläranlage.
Danach strömt der Fuchsbach auf etwa drei Kilometern in einer schmalen baumgesäumten Bachaue nach Nordosten und vereint sich mit dem Koldinger Mühlenbach zur Alten Leine.

### Alte Leine
Nach dem Jahr 1705 verlagerte die Leine zwischen Koldingen und Wilkenburg ihren Lauf um etwa einen Kilometer nach Osten.
Der Unterlauf des Koldinger Mühlenbachs und die Alte Leine fließen im alten Flussbett etwa neun Kilometer mäandrierend nach Nordwesten. Westlich des Laatzener Stadtteils Alt-Laatzen mündet die Alte Leine in die Leine.

## Umwelt
Der Hüpeder Bach markiert im Deister die Grenze der Landschaftsschutzgebiete LSG-H 23 Norddeister und LSG-H 30 Süddeister. Der Fuchsbach fließt am Ortsrand von Pattensen im Landschaftsschutzgebiet LSG-H 21 Obere Leine.
Die Unterläufe von Fuchsbach und Koldinger Mühlenbach sowie die Alte Leine bildeten mit ihren Auen das Naturschutzgebiet Alte Leine.
Fuchsbach und Alte Leine gehören zu den wenigen Gewässern der Region, die noch mäandrierende Abschnitte aufweisen.
Durch seit Herbst 2019 angelegte Biberdämme am Fuchsbach entstand ein mehrere Hektar großer Teich auf einem Acker zwischen Koldingen und Reden. Die Region Hannover übernahm im April 2022 die Fläche im Tausch gegen  elf Hektar große Ackerflächen an anderen Stelle. Der Bibersee soll erhalten bleiben.
Biberdämme werden nach Genehmigung durch die Untere Naturschutzbehörde drainiert, um der Gefahr von Überschwemmungen der wichtigen Verkehrsachse B 442 vorzubeugen.

### Fauna
Trotz der durch den zuständigen Unterhaltungsverband 52 „Mittlere  Leine“ durchgeführten umfangreichen strukturellen Maßnahmen zur Verbesserung der Wassergüte hatte sich bis 2013 der Oberlauf des Hüpeder Bachs kaum wiederbesiedelt.
Im Fuchsbach und der Alten Leine dominieren euryöke Arten aus der Gruppe der Schnecken und der Egel.
Am Fuchsbach kommt der sehr scheue Eisvogel vor, der als besonders bedrohte Tierart auf der Roten Liste steht.
Als faunistische überregional bedeutsame Besonderheit gilt, dass sich im Naturschutzgebiet an der Alten Leine Biber angesiedelt haben.
Die zunehmende Zahl von Hobbyfotografen und Ornithologen am Fuchsbach bereitet hingegen Probleme.

### Flora
Das häufige Vorkommen von Fadenalgen gilt als Anzeichen für die Überdüngung der entwässerten Flächen.